# Geolycosa ashantica
Geolycosa ashantica este o specie de păianjeni din genul Geolycosa, familia Lycosidae. A fost descrisă pentru prima dată de Strand, 1916.
Este endemică în Ghana. Conform Catalogue of Life specia Geolycosa ashantica nu are subspecii cunoscute.